# Język kusunda
Język kusunda (kusanda) – prawie wymarły język izolowany ze strefy Gandaki w Nepalu. W przeszłości język używany na obszarze zachodniej i środkowo-zachodniej części Nepalu. Przedstawicieli grupy etnicznej Kusunda nadal można spotkać na tym obszarze, jednak poza znajomością kilku poszczególnych wyrazów, nikt już nie posługuje się tym językiem. W lipcu 2019 roku pozostały zaledwie dwie użytkowniczki tego języka: wówczas 82-letnia Gyani Maya Sen Kusunda oraz 54-letnia Kamala Khatri Sen Kusunda, z którymi badacze przeprowadzili badania językoznawcze. Dane zebrane od ostatnich dwóch użytkowniczek pozostają udostępnione w wolnym dostępie w repozytorium cyfrowym.